# 哲球棋
哲球棋（Phutball），原文是Philosopher's football的縮寫，意思是哲學家的足球，第一次於康威、埃爾溫·伯利坎普和蓋伊的《Winning Ways for your Mathematical Plays》(ISBN 1568811306)裏出類的雙人棋類。

## 規則
哲球棋使用圍棋棋盤（有人則採用19×15的棋盤；其實所有邊界為單數的棋盤都可以使用），亦如圍棋般，棋子要放在線的交叉點；棋盤可以視為“球場”。它的目標是將“球”（某隻棋子）推進對方的“球門”（對方的邊線，可以是上下，或左右，若兩邊長度不同，通常是短邊）。開始時，將“球”放在棋盤中央。雙方輪流下，每次可以放置“人”（和“球”顏色不同的棋子）到球場上的任何未佔據的地方，或移動“球”。移動“球”的方法是讓“球”跨過附近八格的“人”，可以不停地跨直至附近無“人”為止，亦可中途停止。若這些“人”連成一直線，“球”須一次過跨過它們。被跨過的“人”要即時移離棋盤。

## 複雜性
決定棋手是否存在一條即時取勝的路線，看似很簡單，其實這是NP完備的問題。
參見：Erik D. Demaine, Martin L. Demaine 和 David Eppstein. Phutball Endgames are Hard（pdf（页面存档备份，存于））

## 策略
移動時，僅跨過一隻棋子毫無意義，因為對手可以在下一步放棋到你剛跨過的棋子的位置，再下一步“復原”剛才的棋勢。

## 外部連結
- Philosopher's Football（页面存档备份，存于）
- ConwayGo（页面存档备份，存于），Java的Phutball程式
- 遊戲下載